# Katarina Werner Lindroth
Katarina Elisabeth Werner Lindroth, till 2007 endast Werner, född 5 mars 1959 i Lidingö, är en svensk skådespelare och regissör. Efternamnet Lindroth har hon tagit efter morfadern teologen Hjalmar Lindroth.

## Biografi
Katarina Werner Lindroth blev som sjuåring elev på Operans balettskola. 1979 påbörjade hon en utbildning på Calle Flygares Teaterskola, och med tre kollegor från denna skola grundade hon 1982 Teater Galeasen i Stockholm. Hon fortbildade sig därefter vid Teaterhögskolan i Stockholm 1987-1990.
Efter fullbordad utbildning har Werner Lindroth arbetat vid bland annat Länsteatern Kronoberg, Riksteatern, Musikteatergruppen Oktober, Teater Plaza, Commando X, Unga Klara och Radioteatern. Hon har även medverkat i film- och TV-produktioner. 1999 grundade hon Barnens underjordiska scen (BUS), där hon var konstnärlig ledare mellan 1999 och 2011 och regisserade där ett tiotal familjeföreställningar.
Katarina Werner Lindroth arbetar nu (2018) med forskning inom lek och kreativitet och ger som konsult föreläsningar i detta ämne.

## Filmografi
- 1995 - De professionella (kortfilm)
- 1995 – Du bestämmer (TV-serie)
- 1998 - Rederiet (TV-serie; mindre gästroll)
- 2004 - Falla vackert
- 2017 - (TV-serie) - Leif & Billy

## Teater

### Roller (ej komplett)
| År   | Roll | Produktion                                      | Regi             | Teater                      |
| ---- | ---- | ----------------------------------------------- | ---------------- | --------------------------- |
| 1985 |      | Fiasko Kamrat Rickard Günther och Bodil Lagerås | Rickard Günther  | Teater Galeasen             |
| 1990 |      | Coyote Ugly Lynn Seifert                        | Annika Silkeberg | Teaterhögskolan i Stockholm |